# Nunarajärvi
Nunarajärvi är en sjö i Finland. Den ligger i kommunen Kittilä i landskapet Lappland, i den norra delen av landet, 800 km norr om huvudstaden Helsingfors. Nunarajärvi ligger 205,3 meter över havet. Arean är 74,8 hektar och strandlinjen är 3,92 kilometer lång. Sjön  ingår i Kemi älvs huvudavrinningsområde. 